# Italie au Concours Eurovision de la chanson 1997
L'Italie a participé au Concours Eurovision de la chanson 1997 le 3 mai à Dublin. C'est la 36e participation italienne au Concours Eurovision de la chanson.
Le pays est représenté par le duo Jalisse et la chanson Fiumi di parole (en), sélectionnés par la Radio-télévision italienne (RAI) au moyen du festival de Sanremo 1997. C'est la première fois depuis 1972 que l'Italie a recours au festival de Sanremo pour sélectionner son artiste et sa chanson. L'Italie retourne à l'Eurovision 1997 après être absente à trois éditions du Concours Eurovision de la chanson. Ce sera également la dernière fois que l'Italie est présente à l'Eurovision, avant son retour en 2011.

## Sélection

### Festival de Sanremo 1997
Le radiodiffuseur italien, la Radiotelevisione Italiana (RAI, « Radio-télévision italienne »), sélectionne l'artiste et la chanson représentant l'Italie au Concours Eurovision de la chanson 1997 à travers la 47e édition du Festival de Sanremo,,.
Le festival de Sanremo 1997, présenté par Mike Bongiorno, Piero Chiambretti et Valeria Marini,, a lieu du 18 février au 22 février 1997 au théâtre Ariston de Sanremo. Les chansons sont toutes interprétées en italien, langue nationale de l'Italie.
Lors de cette sélection, c'est la chanson Fiumi di parole (en), interprétée par Jalisse, qui fut choisie. Le chef d'orchestre sélectionné pour l'Italie à l'Eurovision est Lucio Fabbri (en).

## À l'Eurovision

### Points attribués par l'Italie
| 12 points | Estonie     |
| 10 points | Irlande     |
| 8 points  | Royaume-Uni |
| 7 points  | Turquie     |
| 6 points  | Malte       |
| 5 points  | Allemagne   |
| 4 points  | Chypre      |
| 3 points  | Espagne     |
| 2 points  | Suisse      |
| 1 point   | Pologne     |

### Points attribués à l'Italie
| 12 points         | 10 points                     | 8 points                        | 7 points            | 6 points                       |
| ----------------- | ----------------------------- | ------------------------------- | ------------------- | ------------------------------ |
| - Portugal        | - Croatie - Slovénie - Suisse | - Espagne - Pologne             | - Pays-Bas - Russie | - Bosnie-Herzégovine - Chypre  |
| 5 points          | 4 points                      | 3 points                        | 2 points            | 1 point                        |
| - Grèce - Turquie | - Allemagne - Danemark        | - Hongrie - Royaume-Uni - Suède |                     | - Autriche - Irlande - Islande |

Jalisse interprète Fiumi di parole en 9e position, suivant les Pays-Bas et précédant l'Espagne.
Au terme du vote final, l'Italie termine 4e sur 25 pays, ayant obtenu 114 points au total,.